# Ochlodes subhyalina
Ochlodes subhyalina is een vlinder uit de familie van de dikkopjes (Hesperiidae). De wetenschappelijke naam van de soort is voor het eerst geldig gepubliceerd in 1853 door Otto Vasilievich Bremer & Vasilii Fomich Grey.